# Technique de projection
 (juillet 2023).

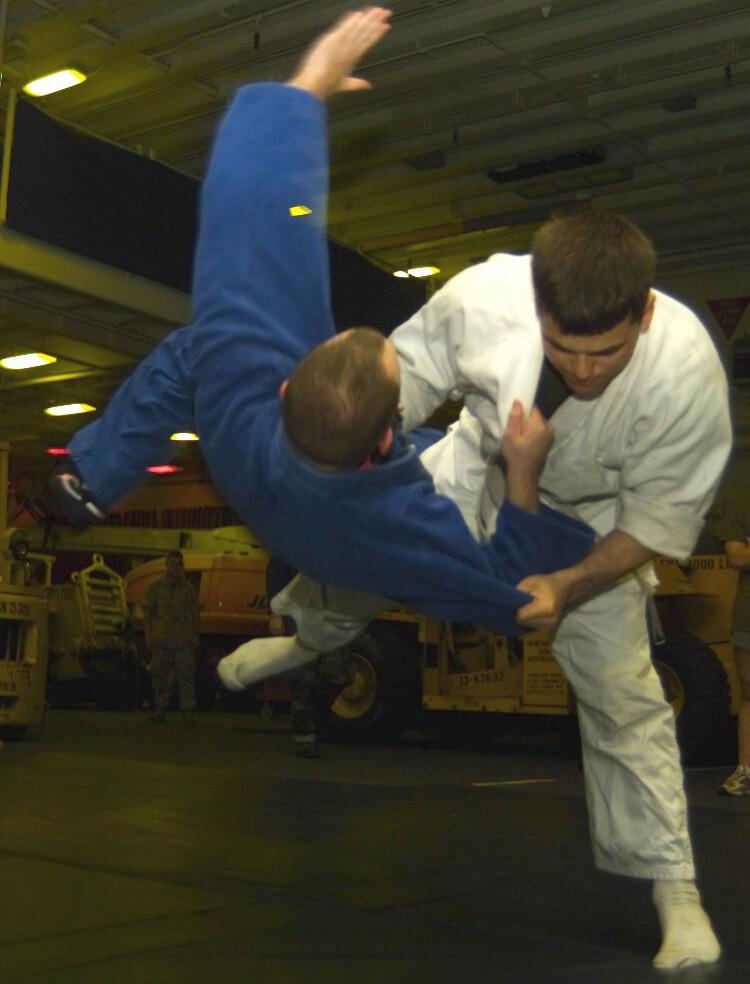
Technique de projection, ou nage waza.

Les techniques de projection sont utilisées en arts martiaux et sports de combat.

## Judo et ju-jitsu moderne
Nage waza est un terme japonais signifiant « technique de projection ». Il fait référence à des techniques de ju-jitsu et des disciplines en découlant, comme le judo et l'aïkido.
Les Nage Waza sont classées de la manières suivantes :
- Tachi Waza : technique en position debout
  - Te Waza : technique des mains et des bras
  - Koshi Waza : technique de hanches
  - Ashi Waza : technique des pieds et des jambes
- Sutemi Waza : technique de sacrifices
  - Ma sutemi Waza : technique avec le dos sur le sol
  - Yoko Sutemi Waza : technique avec le côté sur le sol

Certains termes reviennent fréquemment dans les noms de techniques :
- barai, harai (払) : balayage ;
- gaeshi (返) : retournement, renversement ;
- gake (掛) : crochet ;
- gari (刈) : fauchage ;
- guruma (車) : roue ;
- otoshi (落) : lâcher, chute (mouvement de haut en bas).

### Tachi Waza (technique en position debout)
- Te-Waza (technique de mains et de bras)
  - Ippon-Seoi-Nage
  - Morote-Seoi-Nage
  - Obi-Otoshi
  - Morote-Otoshi
  - Seoi-Otoshi
  - Eri-Seoi-Nage (Kata-Eri-Seoi-Nage)
  - Te-Guruma
  - Te-Otoshi
  - Tai-Otoshi
  - Kata-Guruma
  - Uki-Otoshi
  - Sumi-Otoshi
  - Sukui-Nage
  - Morote-Gari
  - Kuchiki-Daoshi
  - Kibisu-Gaeshi
  - Obi-Tori-Gaeshi
  - Ude-Gaeshi
  - O-Mata-Sukui
  - Ko-Mata-Sukui
  - Uchi-Mata-Sukashi
  - O-Soto-Gaeshi
  - Ko-Soto-Gaeshi

- Koshi-Waza (technique de hanches)
  - Uki-Goshi
  - O-Goshi
  - Koshi-Guruma
  - Tsuri-Komi-Goshi
  - Harai-Goshi
  - O-Tsuri-Goshi
  - Ko-Tsuri-Goshi
  - Hane-Goshi
  - Ushiro-Goshi
  - Utsuri-Goshi
  - Kubi-Nage
  - Taka-Uchi-Mata
  - Obi-Goshi
  - Sode-Tsurikomi-Goshi

- Ashi-Waza (technique de pieds et de jambes)
  - O-Soto-Gari
  - O-Soto-Otoshi
  - O-Soto-Gaeshi
  - O-Soto-Gake
  - O-Uchi-Gari
  - Ko-Uchi-Gari
  - Ko-Soto-Gari
  - Ko-Soto-Gake
  - Harai-Tsuri-Komi-Ashi 
  - Sasae-Tsuri-Komi-Ashi
  - Hiza-Guruma
  - O-Soto-Guruma
  - O-Guruma
  - Ashi-Guruma
  - Hane-Goshi-Gaeshi
  - Tsubame-Gaeshi
  - Nidan-Ko-Soto-Gake
  - Nidan-Ko-Soto-Gari
  - Uchi-Mata
  - De-Ashi-Barai
  - Okuri-Ashi-Barai
  - Haraï-Goshi-Gaeshi
  - Yama Arashi

### Sutemi-Waza (techniques de sacrifices)
- Ma-Sutemi-Waza (techniques avec le dos sur le sol)
  - Tomoe-Nage
  - Ura-Nage
  - Sumi-Gaeshi
  - Tawara-Gaeshi
  - Hikikomi-Gaeshi

- Yoko-Sutemi-Waza (techniques avec le côté sur le sol)
  - Uki-Waza
  - Yoko-Gake
  - Yoko-Guruma
  - Tani-Otoshi
  - Yoko-Wakare
  - Waki-Otoshi
  - Yoko Tomoe Nage
  - Yoko sumi gaeshi
  - Daki wakare

- Maki-Komi-Waza (techniques en accompagnant Uke dans sa chute)
  - Soto-Maki-Komi
  - Uchi-Maki-Komi
  - Hane-Maki-Komi
  - Haraï-Maki-Komi
  - Ko-Soto-Gake-Maki-Komi
  - O-Uchi-Gari-Maki-Komi
  - Ko-Uchi-Gari-Maki-Komi
  - Uchi-Mata-Maki-Komi
  - O-Soto-Maki-Komi
  - O-Soto-Otoshi-Maki-Komi

## En aïkido
En aïkido, la projection n'est pas une fin en soi, mais c'est toute la démarche qui amène à cette projection qui est importante. Le but du travail est en fait de développer l'attitude :
- verticalité et équilibre (shisei) ;
- gestion de la distance et du rythme du mouvement (ma ai), placement permettant de porter des coups (atemi) tout en étant en sécurité ;
- entrée (irimi), pivot (tenkan) et coup (atemi) permettant de déséquilibrer l'adversaire, déplacement permettant de maintenir ce déséquilibre.

Les mêmes mouvements peuvent se pratiquer :
- en tachi waza : les deux partenaires sont debout ;
- en hanmi handachi waza : l'attaquant (uke) est debout, le défenseur (tori) est à genoux ;
- en suwari waza : les deux pratiquants sont à genoux.

La projection peut parfois être suivie d'une immobilisation (katame waza), par exemple dans le cas des mouvements kote gaeshi et shi ho nage.
Les projections sont :
- aiki otoshi : projection «par l'harmonie de l'utilisation de la force»
- irimi nage : projection en entrant
- kaiten nage (uchi et soto), projection rotatoire
- kokyu nage : projection par la respiration, désigne plusieurs techniques différentes
- koshi nage : projection par la hanche
- kote gaeshi : torsion du poignet
- shiho nage : projection dans les quatre directions
- sumi otoshi : renversement dans le coin
- tenchi nage : projection du ciel et de la terre
- ude kime nage : "projection avec clé de coude" (appelée aussi Zenponage, selon la circonstance)
- juji garami  : "projection en croisant les bras de uke"
- aiki nage  : "projection en passant sous uke" littéralement "projection aiki"
- ushiro kiri otoshi  : "projection arrière par traction vers le bas"